# Thailändische Badmintonmeisterschaft 1957
Die Thailändische Badmintonmeisterschaft 1957 fand in Bangkok statt. Es war die sechste Austragung der nationalen Meisterschaften von Thailand im Badminton.

## Titelträger
| Disziplin    | Sieger                                  |
| ------------ | --------------------------------------- |
| Herreneinzel | Thanoo Khadjadbhye                      |
| Dameneinzel  | Pratuang Pattabongse                    |
| Herrendoppel | Charoen Wattanasin Prida Wongakragul    |
| Damendoppel  | nicht ausgetragen                       |
| Mixed        | Thanoo Khadjadbhye Pratuang Pattabongse |